# Estádio Nelson Medrado Dias
Estádio Nelson Medrado Dias – stadion piłkarski, w Paranaguá, Parana, Brazylia, na którym swoje mecze rozgrywa klub Rio Branco Sport Club.